# Белиці (Ленчицький повіт)
Белиці (пол. Bielice) — село в Польщі, у гміні Пйонтек Ленчицького повіту Лодзинського воєводства.
Населення — 162 особи (2011).
У 1975-1998 роках село належало до Плоцького воєводства.

## Демографія
Демографічна структура станом на 31 березня 2011 року:
|          | Загалом | Допрацездатний вік | Працездатний вік | Постпрацездатний вік |
| -------- | ------- | ------------------ | ---------------- | -------------------- |
| Чоловіки | 77      | 12                 | 53               | 12                   |
| Жінки    | 85      | 16                 | 47               | 22                   |
| Разом    | 162     | 28                 | 100              | 34                   |